# 정재은 (기업인)
정재은(鄭在恩, 1938년 3월 15일~)은 대한민국의 기업인이다. 신세계그룹과 조선호텔의 명예회장이다. 삼성물산 사장과 제4·5대 국회의원을 지낸 정상희의 차남이며, 배우자는 삼성그룹 창업주 이병철의 5녀인 이명희이다.

## 학력
- 경기고등학교 졸업
- 서울대학교 전자공학 학사
- 컬럼비아대학교 전기공학 학사
- 컬럼비아대학교 대학원 산업공학 석사

## 경력
- 1977년 삼성전자 상무
- 1981년 삼성전자부품 전무
- 1982년 삼성전자 부사장
- 1983년 삼성전관 사장
- 1983년 삼성전자 사장
- 1985년 삼성전자부품 사장
- 1986년 삼성물산 부회장
- 1986년 삼성전자부품 부회장
- 1987년 삼성물산 부회장
- 1988년 삼성종합화학 부회장
- 1988년 삼성항공산업 부회장
- 1992년 웨스틴 조선호텔 대표이사 회장
- 1993년 ~ 현재 신세계그룹 명예회장
- 1996년 ~ 현재 웨스틴 조선호텔 명예회장

## 가족 관계
| 관계   | 이름   | 출생일          | 사망일         | 직위                |
| ------ | ------ | --------------- | -------------- | ------------------- |
| 아버지 | 정상희 | 1907년 8월 7일  | 1981년 3월 7일 | 제1공화국 국회의원  |
| 부인   | 이명희 | 1943년 9월 5일  |                | 신세계그룹 총괄회장 |
| 장남   | 정용진 | 1968년 9월 19일 |                | 신세계그룹 회장     |
| 장녀   | 정유경 | 1972년 10월 5일 |                | 신세계 회장         |

## 그외 사항
- 2006년 9월 보유주식 147만 4천여주를 자녀에게 증여하였고 증여세 약 3500억원을 납부하였다.[1]

- 2006년 우주인 선발에 69세의 나이로 참가하였지만 탈락하였다.[2]

- 공개경영방침 발표회를 최초로 가진 기업가이며 기업의 경영공개시대의막을 열으며 경제를 보수하였다는 평가를 받는다.[3]